# The Star Beast
The Star Beast (La bestia estelar) es el primero de tres episodios especiales que conmemoran el 60° aniversario del programa de televisión británico de ciencia ficción Doctor Who. Basado en un cómic escrito por Pat Mills y Dave Gibbons para la revista Doctor Who Magazine en 1980, el episodio fue escrito por el escritor principal y showrunner Russell T Davies, dirigido por Rachel Talalay y fue transmitido por primera vez en BBC One el 25 de noviembre de 2023. Sirve como reintroducción de David Tennant y Catherine Tate, con Tennant haciendo su primera aparición regular como el Decimocuarto Doctor, habiendo interpretado previamente al Décimo Doctor durante el periodo original de Davies como showrunner y visto por última vez en el especial del 50° aniversario El día del Doctor en 2013; mientras que Tate retoma su papel como Donna Noble. El episodio también ve el regreso de Jacqueline King y Karl Collins, además de las actuaciones de Yasmin Finney y la estrella invitada Miriam Margolyes como la voz del extraterrestre Meep.
El episodio se centra en como el Doctor recién regenerado regresa a la vida de su excompañera Donna Noble, cuyo recuerdo de sus aventuras se vio obligado a borrar después de que su mente humana se vio abrumada por los conocimientos de los Señores del Tiempo en El fin del viaje (2008). A su llegada al Londres actual, se ve atrapado en una pelea a muerte cuando una nave espacial se estrella, con un ejército alienígena persiguiendo a una pequeña criatura peluda conocida como Meep.
The Star Beast es el primer episodio de Doctor Who producido por Davies y Julie Gardner desde el especial navideño El fin del tiempo en 2009 y 2010 y marca el regreso del ex productor Phil Collinson, quien dejó el programa tras la conclusión de la cuarta temporada, como productor ejecutivo. El compositor Murray Gold también regresa a la serie por primera vez desde el especial de Navidad de 2017 Twice Upon a Time. También es el primer episodio regular de la era revivida que se transmite en día sábado desde el final de la décima temporada The Doctor Falls (2017).

## Trama
Tras su regeneración, el Decimocuarto Doctor aterriza en el mercado de Camden en Londres donde se encuentra con Donna Noble, que todavía no lo recuerda. Allí también conoce a la hija adolescente de Donna, Rose (Yasmin Finney), y a su marido, Shaun Temple (Karl Collins). Una nave espacial que aparentemente se estrella cruza el cielo, notada por todos excepto por Donna, y Shaun lleva al Doctor a su lugar de aterrizaje en el norte de Londres. Al reunirse con la científica de UNIT Shirley Anne Bingham, el Doctor explica su confusión sobre por qué se parece a su décima encarnación y su reingreso a la vida de Donna, creyendo que los dos eventos están conectados. Shirley envía un escuadrón de UNIT para investigar la nave espacial, solo para que sean controlados por una entidad arcoíris arremolinada. Uno amigo de Rose le habla a ésta de una cápsula de escape de la nave que aterrizó cerca de su casa y, pronto, se encuentra con una pequeña criatura peluda llamada Meep.
Rose esconde a Meep en el cobertizo donde guarda los juguetes de peluche caseros que fabrica para su negocio en línea, pero Donna lo descubre justo cuando el Doctor llega a su casa y se enfrenta a una enojada Sylvia (Jackeline King) que aún lo recuerda. El regreso de Shaun a casa calma la situación y juntos aprenden sobre la historia de Meep: afirma que tiene dos corazones (como el Doctor) y afirma que los Wrarth lo están cazando por su pelaje.
Llega el escuadrón UNIT y los Wrarth y estalla una pelea entre ellos. El Doctor saca a Meep y a la familia de Donna, pero se da cuenta de que los Wrarth no está usando fuerza letal. Lleva a cabo una prueba con Meep y dos Wrarth, y este último revela que el planeta de origen de Meep fue afectado por un sol que convirtió a toda su especie en seres viciosos y que Meep es el último de su especie, que intenta gobernar el universo. El Meep deja su fachada amable, mata a los Wrarth y revela que los soldados poseídos de UNIT están bajo su control. También amenaza con matar al Doctor y a la familia de Donna, pero él sugiere que haber dos extraterrestres de dos corazones en Londres a la vez es parte del plan Wrarth, por lo que Meep acepta su sugerencia de que todos sean tomados como rehenes.
El Meep planea escapar de la Tierra con sus nuevos soldados a costa de incinerar Londres. Shirley rescata al Doctor y a la familia de Donna. El Doctor y Donna, quien está empezando a recordar su pasado, parten para detener a Meep. Atrapado dentro de la nave espacial, quedándose sin tiempo y con Donna presionándolo para que le diga lo que debe hacer, el Doctor se ve obligado a despertar sus recuerdos y los dos logran apagar la nave de Meep. Para sorpresa del Doctor, Donna no muere: con el nacimiento de Rose, Donna le había transmitido parte de la metacrisis, despertando algunos recuerdos del Doctor dentro de Rose, cuyo cobertizo y los juguetes de peluche eran imitaciones subconscientes de la TARDIS y los extraterrestres que su madre había encontrado con el Doctor. El Meep es capturado por los Wrarth, mientras Donna y Rose expulsan al resto de la metacrisis de sus cuerpos. Antes de que se lo lleven, el Meep da una advertencia críptica acerca de que su jefe está interesado en el Doctor.
El Doctor sugiere que Donna se una a él en un último viaje para visitar a Wilfred Mott. Sin embargo, Donna derrama café sobre la consola de la TARDIS, lo que hace que la máquina se vuelva loca y comience a desmaterializarse. El Doctor comenta que la TARDIS podría llevarlos a cualquier lugar en el tiempo y el espacio.

## Producción

### Desarrollo
En julio de 2021, la BBC anunció que Chris Chibnall, quien se desempeñó como productor ejecutivo y showrunner de la serie desde 2018, dejaría la serie después de una serie de especiales en 2022, junto con Jodie Whittaker, quien interpretaba a la Decimotercer Doctor. Piers Wenger dio pistas por primera vez del futuro del programa el 25 de agosto de 2021, cuando dijo que un próximo cambio para Doctor Who sería "radical".
El episodio inició la cuarta era de producción en la serie revivida, luego del primer mandato de Russell T Davies como productor ejecutivo de 2005 a 2010, el de Steven Moffat de 2010 a 2017 y el de Chibnall de 2018 a 2022.
El 24 de septiembre de 2021, se anunció que Davies regresaría a Doctor Who como showrunner, después de haberlo hecho de 2005 a 2010 para el Noveno y Décimo Doctor, sucediendo a Chibnall en el 60° aniversario del programa en 2023 y posteriormente. A Davies se unió la productora Bad Wolf, que fue fundada por la ex productora ejecutiva de Doctor Who, Julie Gardner, y la ex directora de drama de la BBC, Jane Tranter. Bad Wolf también asumió el control creativo de Doctor Who a partir del especial, lo que permitió a BBC Studios centrarse en establecer la serie como una marca global.
Phil Collinson, Gardner y Tranter regresaron al programa como productores ejecutivos, junto con el recién llegado Joel Collins. Davies confirmó en marzo de 2022 que la preproducción había comenzado en Bad Wolf Studios en Cardiff.  Tim Hodges editó los especiales.
La historia está basada en la tira cómica The Star Beast escrita por Pat Mills e ilustrada por Dave Gibbons, la cual apareció en Doctor Who Weekly en 1980, en la que el Cuarto Doctor se había enfrentado a Beep the Meep y Big Finish Productions lo adaptó a una historia de audio en 2019.  Gibbons dijo que Doctor Who les pagó a él y a Mills para usar la historia, a pesar de que el programa podría haber usado a los personajes de todos modos.

### Casting
David Tennant y Catherine Tate regresaron a la serie como parte de los especiales del 60° aniversario. Tennant apareció como el Decimocuarto Doctor como protagonista por primera vez, mientras que Tate retomó su papel de Donna Noble.
El 25 de diciembre de 2022 se anunció que Jacqueline King y Karl Collins también regresarían como Sylvia Noble y Shaun Temple, respectivamente; habiendo aparecido por última vez en El fin del tiempo, la historia final del periodo de Tennant como el Décimo Doctor. Ruth Madeley apareció como Shirley Anne Bingham. Yasmin Finney se unió al elenco del aniversario para interpretar a un personaje llamado Rose. La BBC confirmó más tarde que el apellido del personaje era Noble, revelando que Finney interpretaría a la hija de Donna y Shaun.  El 14 de septiembre de 2023, se anunció que Miriam Margolyes se uniría al elenco como la voz de Meep.

### Filmación
Rachel Talalay volvió para dirigir el primer especial, habiendo dirigido previamente todos los finales de la serie de la era de Peter Capaldi como el Duodécimo Doctor, así como el especial de Navidad de 2017 Twice Upon a Time. El rodaje de los especiales comenzó en mayo de 2022 y finalizó a finales de julio de ese año.

## Transmisión y recepción

### Emisión
The Star Beast fue transmitido el 25 de noviembre de 2023 como el primero de los especiales conmemorativos del 60° aniversario del programa, dos días después de la fecha original de la emisión del primer episodio en 1963. El episodio fue liberado a le prensa el 6 de noviembre en Battersea Power Station en Londres. El episodio también tuvo una proyección especial como parte de las celebraciones del aniversario el 23 de noviembre en la Royal Television Society de Cardiff.

### Calificaciones
The Star Beast fue visto por 5,08 millones de espectadores durante la noche, por lo que tuvo la audiencia más alta del programa desde el episodio Resolution de 2019, que recibió 5,15 millones de espectadores durante la noche, y el segundo programa más visto de la noche, detrás de Strictly Come Dancing pero superando a I'm a Celebrity...Get Me Out of Here! de ITV. Además, el especial se convirtió en el mayor lanzamiento de una serie dramática de la televisión británica de 2023 hasta el momento. Las cifras consolidadas arrojaron una cifra de 7,61 millones de espectadores, obteniendo los ratings más altos desde The Tsuranga Conundrum (2018) que recibió 7,76 millones de espectadores. Fue el décimo programa más visto de la semana. El episodio recibió una puntuación de índice de apreciación de 84, la más alta desde " World Enough and Time (2017). El 14 de diciembre de 2023, Davies anunció en Instagram que el episodio había alcanzado oficialmente los 9 millones de espectadores.

### Recepción crítica
The Star Beast recibió críticas positivas de los críticos. En Rotten Tomatoes, un sitio web de recopilación de reseñas, el 93% de 28 críticos dieron aL episodio una reseña positiva. El consenso del sitio dice:

Un juego animado que reúne a David Tennant y Catherine Tate, The Star Beast regresa a los personajes favoritos de los fanáticos para una aventura nostálgica que insinúa la reinvención más amplia de Doctor Who.

Jack Seale de The Guardian calificó el especial con un 4/5, describiéndolo como "divertido, ligero y rápido", y elogiando el manejo del episodio de la comunidad transgénero como "tierno" y "gloriosamente afirmativo". Anita Singh, escribiendo para The Sunday Telegraph, criticó la postura pro-transgénero del episodio, pero le dio 4/5 y dijo que era "(...) un reingreso perfecto para una franquicia que necesita recuperar el afecto del público". Escribiendo para The Independent, Ed Power elogió el enfoque de "regreso a lo básico" del episodio después de la complicada era de Chibnall, destacando en particular la actuación de Tennant como el Decimocuarto Doctor. Neil Armstrong de la BBC le dio al episodio una crítica más mixta, describiendo el especial como lleno de material que agradará a los fanáticos pero que es poco probable que gane a nuevos espectadores, y su enfoque en puntos de vista progresistas se etiqueta como "sermoneador".
La BBC recibió 144 quejas de espectadores que dijeron que la inclusión del personaje transgénero Rose en el episodio era "inapropiada", a pesar de las críticas positivas del episodio.